# 満洲の丘に立ちて
『満洲の丘に立ちて』（まんしゅうのおかにたちて、ロシア語: На сопках Маньчжурии）は、ロシアのワルツ。吹奏楽曲として作曲されたが、歌詞が付され、歌曲、合唱曲としてよく演奏される。日本では『満洲の丘に「立ちて」』という訳題が定着しているが、ロシア語の原題の直訳は「満洲の丘に」で、日本以外の各国語の訳題も同様である。

## 概要
1906年にイリヤ・アレクセエヴィッチ・シャトロフによって作曲された。シャトロフは日露戦争に軍楽隊員として従軍しており、戦死した友を偲んで作った曲とされている。元々は『満洲の丘の上のモクシャ連隊（Мокшанский полк на сопках Маньчжурии）』という題名の吹奏楽曲であり、ロシアでは現在も吹奏楽団や民族楽器オーケストラの重要な演目となっている。
作曲された年から現在に至るまで、数種類の歌詞がつけられたが、とりわけ1926年に発表されたアレクセイ・イワノヴィッチ・マシストフ（Алексей Иванович Машистов） による作詞が有名で、シベリア出兵による日本軍との戦闘で亡くなった兵士をイメージに置いたものとされている。ロシア歌謡としては、長きに渡り歌い継がれてきた。
日本においては、笹谷栄一郎の訳詩がつけられ、ロシア民謡として歌われている。しばらくは、ロシア民謡愛好家やうたごえ運動のレパートリーとなっていた。1994年に加藤登紀子が発表したCD「ロシアのすたるじい」に収録されている。

## さすらいのギター
1963年に、フィンランド出身のギター・インストゥルメンタル・バンド、ザ・サウンズが、この「満洲の丘に立ちて」をロックン・ロール調に編曲し、"Mandschurian Beat " としてリリース。フィンランド本国はもとより北欧諸国で大ヒットとなり、そして日本では「さすらいのギター」の邦題が付けられ人気を得る。
1971年には、アメリカのエレキ･インスト･バンド、ベンチャーズが、日本国内向けにシングル盤を発表しヒットさせ、後に寺内タケシや小山ルミも同曲をカバーする程となった。